# Sismo de Pichilemu de 2010
O Sismo de Pichilemu de 2010 foi um terremoto de magnitude 6,9 que ocorreu em 11 de março de 2010, às 11h39 CLT (14h39 UTC). Ocorreu 40 milhas a sudoeste de Pichilemu, Região de O'Higgins, Chile, matando uma pessoa. Um alerta geral de tsunami não foi emitida pelo Pacific Tsunami Warning Center ao longo do Pacífico, mas ele advertiu da possibilidade de tsunamis locais, entre La Serena e Concepción.